# Studena (Chaskovo)
Studena (bulgariska: Студена) är ett distrikt i Bulgarien. Det ligger i kommunen Obsjtina Svilengrad och regionen Chaskovo, i den sydöstra delen av landet, 270 km öster om huvudstaden Sofia.
Trakten runt Studena består till största delen av jordbruksmark. Runt Studena är det ganska glesbefolkat, med 35 invånare per kvadratkilometer.